# 雅西文化宮

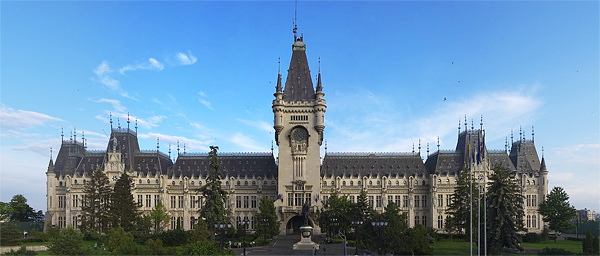

雅西文化宮（羅馬尼亞語：Palatul Culturii）是位於羅馬尼亞城市雅西的一座建築。在1955年之前，雅西文化宮曾被用來作為政府大樓和法院。現在雅西文化宮是一座文化設施，內設有博物館和圖書館，並舉辦各種展覽和其他活動。雅西文化宮是羅馬尼亞的歷史保護建築。

## 外部連結
- Official site （页面存档备份，存于）
- 360 inside view （页面存档备份，存于）
- Information about the Palace （罗马尼亚文）
- Iași Palace of Culture, the most representative building of the Gothic Revival architecture in Romania （页面存档备份，存于）

47°09′27″N 27°35′13″E / 47.15739°N 27.58695°E